# Liste des multiples champions du monde de boxe anglaise

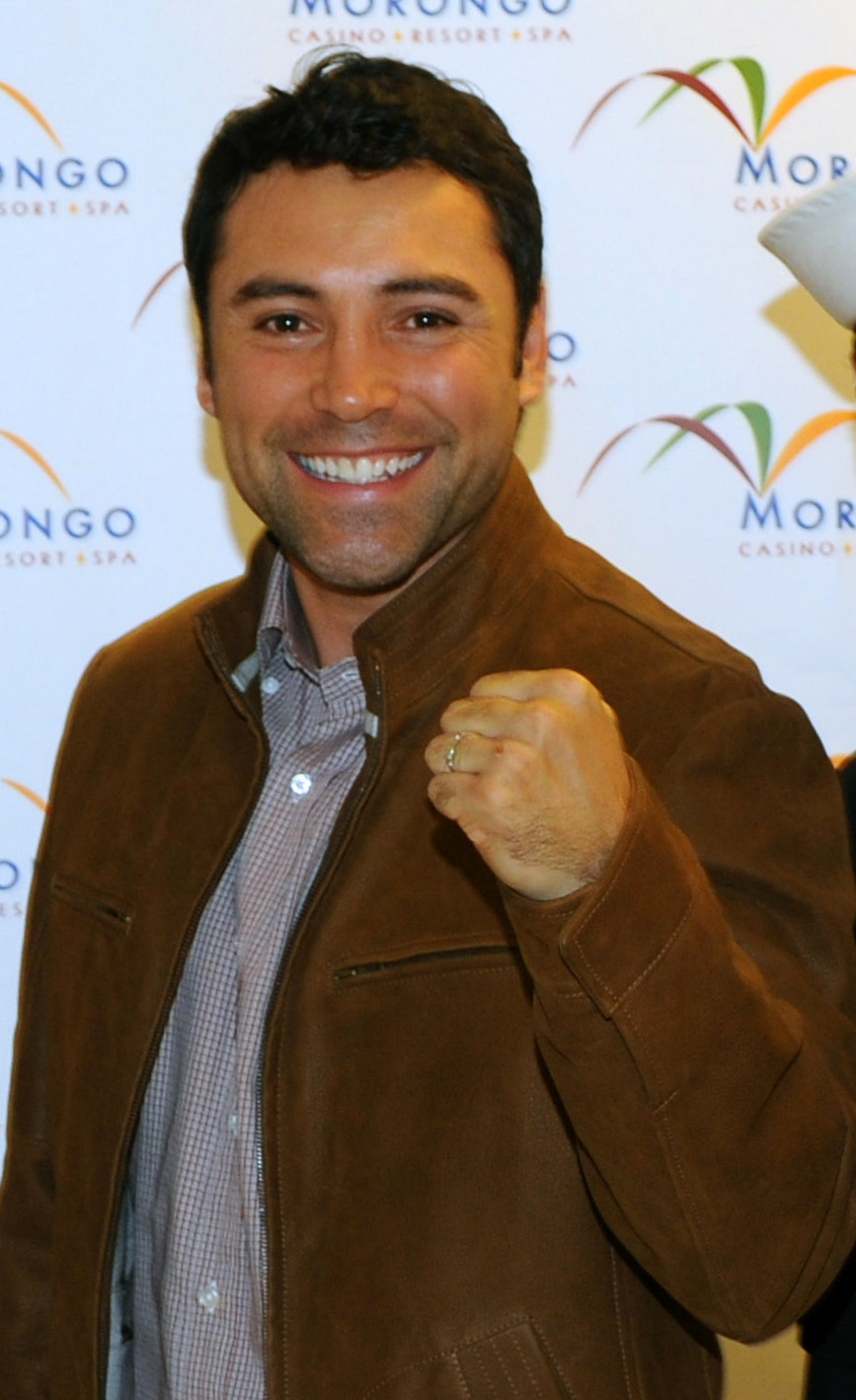
Oscar de la Hoya, champion du monde dans 6 catégories de poids différentes

Liste des multiples champions du monde de boxe anglaise ayant remporté des titres dans au moins 3 catégories de poids différentes. 

Ne sont comptabilisés que les titres décernés par les quatre principales organisations internationales, à savoir :
- La WBA (World Boxing Association), fondée en 1921 et succédant à la NBA (National Boxing Association) en 1962,
- La WBC (World Boxing Council), fondée en 1963,
- L'IBF (International Boxing Federation), fondée en 1983,
- La WBO (World Boxing Organization), fondée en 1988.

Mise à jour : 16 novembre 2023

## Liste des sextuples champions du monde
| #                   | Titre | Catégorie     | Date       | Adversaire          | Lieu                     | Résultat  | Défenses                       |
| 1. Oscar de la Hoya |       |               |            |                     |                          |           |                                |
| 1er titre           | WBO   | Super-plumes  | 1994-03-05 | Jimmi Bredahl       | Californie, États-Unis   | TKO 10 12 | 1 défense                      |
| 2d titre            | WBO   | Légers        | 1994-07-29 | Jorge Paez          | Nevada, États-Unis       | KO 2 12   | 6 défenses                     |
| 3e titre            | WBC   | Super-légers  | 1996-06-07 | Julio César Chávez  | Nevada, États-Unis       | TKO 4 12  | 1 défense                      |
| 4e titre            | WBC   | Welters       | 1997-04-12 | Pernell Whitaker    | Nevada, États-Unis       | UD 12 12  | 7 défenses                     |
| 5e titre            | WBC   | Super-welters | 2001-06-23 | Javier Castillejo   | Nevada, États-Unis       | UD 12 12  | 2 défenses                     |
| 6e titre            | WBO   | Moyens        | 2004-06-05 | Felix Sturm         | Nevada, États-Unis       | UD 12 12  | Défaite lors du combat suivant |
| 2. Manny Pacquiao   |       |               |            |                     |                          |           |                                |
| 1er titre           | WBC   | Mouches       | 1998-12-04 | Chatchai Sasakul    | Phuttamonthon, Thaïlande | KO 8 12   | 1 défense                      |
| 2d titre            | IBF   | Super-coqs    | 2001-06-23 | Lehlo Ledwaba       | Nevada, États-Unis       | TKO 6 12  | 5 défenses                     |
| 3e titre            | WBC   | Super-plumes  | 2008-03-15 | Juan Manuel Marquez | Nevada, États-Unis       | SD 12 12  | Titre laissé vacant            |
| 4e titre            | WBC   | Légers        | 2008-06-28 | David Diaz          | Nevada, États-Unis       | TKO 9 12  | Titre laissé vacant            |
| 5e titre            | WBO   | Welters       | 2009-11-14 | Miguel Angel Cotto  | Nevada, États-Unis       | UD 12 12  | 3 défenses                     |
| 6e titre            | WBC   | Super-welters | 2010-11-13 | Antonio Margarito   | Dallas, États-Unis       | UD 12 12  | Titre laissé vacant            |

## Liste des quintuples champions du monde
| #                       | Titre | Catégorie     | Date       | Adversaire         | Lieu                   | Résultat  | Défenses                       |
| 1. Thomas Hearns        |       |               |            |                    |                        |           |                                |
| 1er titre               | WBA   | Welters       | 1980-08-02 | Pipino Cuevas      | Michigan, États-Unis   | TKO 2 15  | 3 défenses                     |
| 2d titre                | WBC   | Super-welters | 1982-12-03 | Wilfredo Bénitez   | Michigan, États-Unis   | TKO 2 15  | 3 défenses                     |
| 3e titre                | WBC   | Mi-lourds     | 1987-03-07 | Dennis Andries     | Detroit, États-Unis    | TKO 11 12 | Titre laissé vacant            |
| 4e titre                | WBC   | Moyens        | 1987-10-29 | Juan Roldán        | Nevada, États-Unis     | KO 4 12   | Défaite lors du combat suivant |
| 5e titre                | WBO   | Super-moyens  | 1988-11-04 | James Kinchen      | Nevada, États-Unis     | MD 12 12  | 2 défenses                     |
| 2. Sugar Ray Leonard    |       |               |            |                    |                        |           |                                |
| 1er titre               | WBC   | Welters       | 1979-11-30 | Wilfredo Benítez   | Nevada, États-Unis     | TKO 15 15 | 1 défense                      |
| 2d titre                | WBA   | Super-welters | 1981-06-25 | Ayub Kalule        | Texas, États-Unis      | TKO 9 15  | Titre laissé vacant            |
| 3e titre                | WBC   | Moyens        | 1987-04-06 | Marvin Hagler      | Nevada, États-Unis     | SD 12 12  | Titre laissé vacant            |
| 4e titre                | WBC   | Super-moyens  | 1988-11-07 | Donny Lalonde      | Nevada, États-Unis     | TKO 9 12  | 2 défenses                     |
| 5e titre                | WBC   | Mi-lourds     | 1988-11-07 | Donny Lalonde      | Nevada, États-Unis     | TKO 9 12  | Titre laissé vacant            |
| 3. Floyd Mayweather Jr. |       |               |            |                    |                        |           |                                |
| 1er titre               | WBC   | Super-plumes  | 1998-10-03 | Genaro Hernandez   | Nevada, États-Unis     | RTD 8 12  | 8 défenses                     |
| 2d titre                | WBC   | Légers        | 2002-04-20 | Jose Luis Castillo | Nevada, États-Unis     | UD 12 12  | 3 défenses                     |
| 3e titre                | WBC   | Super-légers  | 2005-06-25 | Arturo Gatti       | New Jersey, États-Unis | TKO 6 12  | Titre laissé vacant            |
| 4e titre                | IBF   | Welters       | 2006-04-08 | Zab Judah          | Nevada, États-Unis     | UD 12 12  | Titre laissé vacant            |
| 5e titre                | WBC   | Super-welters | 2007-05-05 | Oscar de la Hoya   | Nevada, États-Unis     | SD 12 12  | Titre laissé vacant            |

## Liste des quadruples champions du monde
| #                     | Titre     | Catégorie      | Date       | Adversaire                | Lieu                       | Résultat  | Défenses                               |  |
| 1. Roberto Durán      |           |                |            |                           |                            |           |                                        |  |
| 1er titre             | WBA       | Légers         | 1972-06-26 | Ken Buchanan              | New York, États-Unis       | TKO 13 15 | 12 défenses                            |  |
| 2d titre              | WBC       | Welters        | 1980-06-20 | Sugar Ray Leonard         | Montréal, Canada           | UD 15 15  | Défaite lors du combat suivant         |  |
| 3e titre              | WBA       | Super-welters  | 1983-06-16 | Dave Moore                | New York, États-Unis       | TKO 8 15  | Destitué                               |  |
| 4e titre              | WBC       | Moyens         | 1989-02-24 | Iran Barkley              | New Jersey, États-Unis     | SD 12 12  | Titre laissé vacant                    |  |
| 2. Pernell Whitaker   |           |                |            |                           |                            |           |                                        |  |
| 1er titre             | IBF       | Légers         | 1989-02-18 | Greg Haugen               | Virginie, États-Unis       | UD 12 12  | 8 défenses                             |  |
| 2d titre              | IBF       | Super-légers   | 1992-07-18 | Rafael Pineda             | Nevada, États-Unis         | UD 12 12  | Titre laissé vacant                    |  |
| 3e titre              | WBC       | Welters        | 1993-03-06 | James McGirt              | New York, États-Unis       | UD 12 12  | 8 défenses                             |  |
| 4e titre              | WBA       | Super-welters  | 1995-03-04 | Julio Cesar Vasquez       | New Jersey, États-Unis     | UD 12 12  | Titre laissé vacant                    |  |
| 3. Leo Gamez          |           |                |            |                           |                            |           |                                        |  |
| 1er titre             | WBA       | Pailles        | 1988-01-10 | Bong-Jun Kim              | Pusan, Corée du Sud        | UD 12 12  | Titre laissé vacant                    |  |
| 2d titre              | WBA       | Mi-mouches     | 1993-10-21 | Shiro Yahiro              | Tokyo, Japon               | TKO 9 12  | 3 défenses                             |  |
| 3e titre              | WBA       | Mouches        | 1999-03-13 | Hugo Rafael Soto          | New York, États-Unis       | TKO 3 12  | Défaite lors du combat suivant         |  |
| 4e titre              | WBA       | Super-mouches  | 2000-10-09 | Hideki Todaka             | Nagoya, Japon              | KO 7 12   | Défaite lors du combat suivant         |  |
| 4. Roy Jones Jr.      |           |                |            |                           |                            |           |                                        |  |
| 1er titre             | IBF       | Moyens         | 1993-05-22 | Bernard Hopkins           | Washington DC, États-Unis  | UD 12 12  | 1 défense                              |  |
| 2d titre              | IBF       | Super-moyens   | 1994-11-18 | James Toney               | Nevada, États-Unis         | UD 12 12  | 5 défenses                             |  |
| 3e titre              | WBC       | Mi-lourds      | 1996-11-22 | Mike McCallum             | Floride, États-Unis        | UD 12 12  | Défaite lors du combat suivant         |  |
| 4e titre              | WBA       | Lourds         | 2003-03-01 | John Ruiz                 | Nevada, États-Unis         | UD 12 12  | Titre laissé vacant                    |  |
| 5. Erik Morales       |           |                |            |                           |                            |           |                                        |  |
| 1er titre             | WBC       | Super-coqs     | 1997-09-06 | Daniel Zaragoza           | El Paso, Texas, États-Unis | KO 11 12  | 9 défenses                             |  |
| 2d titre              | WBC       | Plumes         | 2000-09-02 | Kevin Kelley              | Texas, États-Unis          | TKO 7 12  | 2 défenses                             |  |
| 3e titre              | WBC       | Super-plumes   | 2004-02-28 | Jesús Chávez              | Nevada, États-Unis         | UD 12 12  | 1 défense                              |  |
| 4e titre              | WBC       | Super-légers   | 2011-09-17 | Pablo Cesar Cano          | Nevada, États-Unis         | TKO 10 12 | Défaite lors du combat suivant         |  |
| 6. Jorge Arce         |           |                |            |                           |                            |           |                                        |  |
| 1er titre             | WBO       | Mi-mouches     | 1998-12-05 | Juan Domingo Cordoba      | Tijuana, Mexique           | UD 12 12  | 1 défense                              |  |
| 2d titre              | WBO       | Super-mouches  | 2010-01-30 | Angky Angkota             | Mexico City, Mexique       | TD 12 12  | Titre laissé vacant                    |  |
| 3e titre              | WBO       | Super-coqs     | 2011-05-07 | Wilfredo Vazquez Jr.      | Nevada, États-Unis         | TKO 12 12 | Titre laissé vacant                    |  |
| 4e titre              | WBA       | Plumes         | 2014-05-31 | Simpiwe Vetyeka           | Macao, Chine               | TD 4 12   | Défaite lors du combat suivant         |  |
| 7. Nonito Donaire     |           |                |            |                           |                            |           |                                        |  |
| 1er titre             | IBF       | Mouches        | 2007-07-07 | Vic Darchinyan            | Connecticut, États-Unis    | TKO 5 12  | 3 défenses                             |  |
| 2d titre              | WBC & WBO | Coqs           | 2011-02-19 | Fernando Montiel          | Nevada, États-Unis         | TKO 2 12  | 1 défense                              |  |
| 3e titre              | WBO       | Super-coqs     | 2012-02-04 | Wilfredo Vazquez Jr.      | Texas, États-Unis          | SD 12 12  | 3 défenses                             |  |
| 4e titre              | WBO       | Coqs           | 2011-11-26 | Angky Angkota             | Mexicali, Mexique          | UD 12 12  | Titre laissé vacant                    |  |
| 8. Miguel Angel Cotto |           |                |            |                           |                            |           |                                        |  |
| 1er titre             | WBO       | Super-légers   | 2004-09-11 | Kelson Pinto              | Hato Rey, Porto Rico       | TKO 6 12  | 6 défenses                             |  |
| 2d titre              | WBA       | Welters        | 2006-12-02 | Carlos Quintana           | New Jersey, États-Unis     | RTD 5 12  | 4 défenses                             |  |
| 3e titre              | WBA       | Supers-welters | 2010-06-05 | Yuri Foreman              | New York, États-Unis       | TKO 9 12  | 2 défenses                             |  |
| 4e titre              | WBC       | Moyens         | 2014-07-07 | Sergio Gabriel Martínez   | New York, États-Unis       | RTD 10 12 | 1 défense                              |  |
| 9. Adrien Broner      |           |                |            |                           |                            |           |                                        |  |
| 1er titre             | WBO       | Super-plumes   | 2011-11-26 | Vicente Martin Rodriguez  | Cincinnati, États-Unis     | KO 3 12   | 2 défenses                             |  |
| 2d titre              | WBC       | Légers         | 2012-11-17 | Antonio DeMarco           | Atlantic City, États-Unis  | TKO 8 12  | 1 défense                              |  |
| 3e titre              | WBA       | Welters        | 2013-06-22 | Paul Malignaggi           | Brooklyn, États-Unis       | UD 12 12  | Défaite lors du combat suivant         |  |
| 4e titre              | WBA       | Super-légers   | 2015-10-03 | Khabib Allakhverdiev      | Cincinnati, États-Unis     | TKO 12 12 |                                        |  |
| 10. Román González    |           |                |            |                           |                            |           |                                        |  |
| 1er titre             | WBA       | Pailles        | 2008-09-15 | Yutaka Niida              | Yokohama, Japon            | TKO 4 12  | 3 défenses                             |  |
| 2d titre              | WBA       | Mi-mouches     | 2011-03-19 | Manuel Vargas             | San Pedro Cholula, Mexique | UD 12 12  | 4 défenses                             |  |
| 3e titre              | WBC       | Mouches        | 2014-09-05 | Akira Yaegashi            | Tokyo, Japon               | TKO 9 12  | 4 défenses                             |  |
| 4e titre              | WBC       | Super-mouches  | 2016-09-10 | Carlos Cuadras            | Inglewood, États-Unis      | UD 12 12  | Défaite lors du combat suivant         |  |
| 11. Mikey García      |           |                |            |                           |                            |           |                                        |  |
| 1er titre             | WBO       | Plumes         | 2013-01-19 | Orlando Salido            | New-York, États-Unis       | TD 8 12   | Destitué (limite de poids)             |  |
| 2d titre              | WBO       | Super-plumes   | 2013-11-09 | Román Martínez            | Corpus Christi, États-Unis | KO 8 12   | 1 défense                              |  |
| 3e titre              | WBC       | Légers         | 2016-01-28 | Dejan Zlaticanin          | Las Vegas, États-Unis      | KO 3 12   | Titre laissé vacant                    |  |
| 4e titre              | IBF       | Super-légers   | 2018-03-10 | Sergey Lipinets           | San Antonio, États-Unis    | UD 12 12  | Titre laissé vacant                    |  |
| 12. Donnie Nietes     |           |                |            |                           |                            |           |                                        |  |
| 1er titre             | WBO       | Pailles        | 2007-09-30 | Pornsawan Kratingdaenggym | Cebu City, Philippines     | UD 12 12  | 4 défenses puis titre laissé vacant    |  |
| 2d titre              | WBO       | Mi-mouches     | 2011-10-08 | Ramón García Hirales      | Bacolod City, Philippines  | UD 12 12  | 9 défenses puis titre laissé vacant    |  |
| 3e titre              | IBF       | Mouches        | 2017-04-29 | Komgrich Nantapech        | Cebu City, Philippines     | UD 12 12  | 1 défense puis titre laissé vacant     |  |
| 4e titre              | WBO       | Super-mouches  | 2018-12-31 | Kazuto Ioka               | Macao, Chine               | SD 12 12  | Titre laissé vacant                    |  |
| 13. Kazuto Ioka       |           |                |            |                           |                            |           |                                        |  |
| 1er titre             | WBC       | Pailles        | 2011-02-11 | Oleydong Sithsamerchai    | Kobe, Japon                | TKO 5 12  | 3 défenses puis titre laissé vacant    |  |
| 2d titre              | WBA       | Mi-mouche      | 2012-12-31 | Jose Alfredo Rodriguez    | Osaka, Japon               | TKO 6 12  | 3 défenses puis titre laissé vacant    |  |
| 3e titre              | WBA       | Mouches        | 2015-12-31 | Yutthana Kaensa           | Kyoto, Japon               | TKO 7 12  | 5 défenses puis titre laissé vacant    |  |
| 4e titre              | WBO       | Super-mouches  | 2019-06-19 | Aston Palicte             | Chiba, Japon               | TKO 10 12 | 5 défenses puis titre laissé vacant    |  |
| 14. Leo Santa Cruz    |           |                |            |                           |                            |           |                                        |  |
| 1er titre             | IBF       | Coqs           | 2012-06-02 | Vusi Malinga              | Carson, États-Unis         | UD 12 12  | 3 défenses                             |  |
| 2d titre              | WBC       | Super-coqs     | 2013-08-24 | Victor Terrazas           | Carson, États-Unis         | KO 3 12   | 4 défenses                             |  |
| 3e titre              | WBA       | Plumes         | 2015-08-29 | Abner Mares               | Los Angeles, États-Unis    | MD 12 12  | 1 défense                              |  |
| 4e titre              | WBA       | Super-plumes   | 2019-11-23 | Miguel Flores             | Las Vegas, États-Unis      | UD 12 12  | défaite lors du combat suivant         |  |
| 15. Canelo Álvarez    |           |                |            |                           |                            |           |                                        |  |
| 1er titre             | WBC       | Super-welters  | 2011-03-05 | Matthew Hatton            | Anaheim, États-Unis        | UD 12 12  | 6 défenses puis perd son titre         |  |
| 2d titre              | WBC       | Moyens         | 2015-11-21 | Miguel Cotto              | Las Vegas, États-Unis      | MD 12 12  | 1 défenses puis laisse le titre vacant |  |
| 3e titre              | WBO       | Mi-lourds      | 2019-11-02 | Sergey Kovalev            | Las Vegas, États-Unis      | TKO 11 12 | Titre laissé vacant                    |  |
| 4e titre              | WBA & WBC | Super-moyens   | 2020-12-19 | Callum Smith              | San Antonio, États-Unis    | UD 12 12  |                                        |  |
| 16. Naoya Inoue       |           |                |            |                           |                            |           |                                        |  |
| 1er titre             | WBC       | Mi-mouches     | 2014-04-06 | Adrián Hernández          | Tokyo, Japon               | TKO 6 12  | 1 défense puis titre laissé vacant     |  |
| 2d titre              | WBO       | Super-mouches  | 2014-12-30 | Omar Andrés Narváez       | Tokyo, Japon               | KO 2 12   | 7 défenses puis titre laissé vacant    |  |
| 3e titre              | IBF       | Coqs           | 2019-05-18 | Emmanuel Rodriguez        | Glasgow , Écosse           | KO 2 12   | 6 défenses puis titre laissé vacant    |  |
| 4e titre              | WBC & WBO | Super-coqs     | 2023-07-25 | Stephen Fulton            | Tokyo, Japon               | TKO 8 12  |                                        |  |
| 17. Kōsei Tanaka      |           |                |            |                           |                            |           |                                        |  |
| 1er titre             | WBO       | Pailles        | 2015-05-30 | Julian Yedras             | Komaki, Japon              | UD 12 12  | 1 défense puis titre laissé vacant     |  |
| 2d titre              | WBO       | Mi-mouches     | 2016-12-31 | Moises Fuentes            | Gifu, Japon                | TKO 5 12  | 2 défenses puis titre laissé vacant    |  |
| 3e titre              | WBO       | Mouches        | 2018-09-24 | Sho Kimura                | Nagoya , Japon             | MD 12 12  | 3 défenses puis laisse le titre vavant |  |
| 4e titre              | WBO       | Super-Mouches  | 2024-02-24 | Christian Bacasegua       | Nagoya , Japon             | UD 12 12  |                                        |  |
| 18. Terence Crawford  |           |                |            |                           |                            |           |                                        |  |
| 1er titre             | WBO       | Légers         | 2014-03-01 | Ricky Burns               | Glasgow, Écosse            | UD 12 12  | 2 défenses puis titre laissé vacant    |  |
| 2d titre              | WBO       | Super-légers   | 2015-04-18 | Thomas Dulorme            | Arlington, États-Unis      | TKO 6 12  | 6 défenses puis titre laissé vacant    |  |
| 3e titre              | WBO       | Welters        | 2018-06-09 | Jeff Horn                 | Las Vegas, États-Unis      | TKO 9 12  | 7 défenses puis titre laissé vacant    |  |
| 4e titre              | WBA       | Super-welters  | 2024-08-03 | Israil Madrimov           | Los Angeles, États-Unis    | UD 12 12  |                                        |  |

## Liste des triples champions du monde
| #                         | Titre     | Catégorie     | Date       | Adversaire            | Lieu                            | Résultat  | Défenses                               |
| 1. Bob Fitzsimmons        |           |               |            |                       |                                 |           |                                        |
| 1er titre                 | World     | Moyens        | 1891-01-14 | Jack Dempsey          | La Nouvelle-Orléans, États-Unis | TKO 13 20 | 1 défense                              |
| 2d titre                  | World     | Lourds        | 1897-03-17 | James J. Corbett      | Nevada, États-Unis              | KO 14 20  | Défaite lors du combat suivant         |
| 3e titre                  | World     | Mi-lourds     | 1903-11-25 | George Gardner        | Californie, États-Unis          | PTS 20 20 | Défaite lors du combat suivant         |
| 3. Tony Canzoneri         |           |               |            |                       |                                 |           |                                        |
| 1er titre                 | NYSAC     | Plumes        | 1927-10-24 | Johnny Dundee         | New York, États-Unis            | PTS 15 15 | 1 défense                              |
| 2d titre                  | World     | Légers        | 1930-11-14 | Al Singer             | New York, États-Unis            | KO 1 15   | 4 défenses                             |
| 3e titre                  | World     | Super-légers  | 1931-04-24 | Jack Kid Berg         | Illinois, États-Unis            | KO 3 15   | 3 défenses                             |
| 4. Barney Ross            |           |               |            |                       |                                 |           |                                        |
| 1er titre                 | World     | Légers        | 1933-06-23 | Tony Canzoneri        | Illinois, États-Unis            | MD 10 10  | 1 défense, titre laissé vacant         |
| 2d titre                  | World     | Super-légers  | 1933-06-23 | Tony Canzoneri        | Illinois, États-Unis            | MD 10 10  | 9 défenses                             |
| 3e titre                  | World     | Welters       | 1934-05-28 | Jimmy McLarnin        | New York, États-Unis            | SD 15 15  | Défaite lors du combat suivant         |
| 5. Henry Armstrong        |           |               |            |                       |                                 |           |                                        |
| 1er titre                 | World     | Plumes        | 1936-08-04 | Baby Arizmendi        | Louisiane, États-Unis           | PTS 10 10 | 2 défenses                             |
| 2d titre                  | World     | Légers        | 1938-08-17 | Lou Ambers            | New York, États-Unis            | SD 15 15  | 1 défense                              |
| 3e titre                  | World     | Welters       | 1938-05-31 | Barney Ross           | New York, États-Unis            | UD 15 15  | 19 défenses                            |
| 6. Wilfred Benitez        |           |               |            |                       |                                 |           |                                        |
| 1er titre                 | WBA       | Super-légers  | 1976-03-06 | Antonio Cervantes     | San Juan, Porto Rico            | SD 15 15  | 3 défenses                             |
| 2d titre                  | WBC       | Welters       | 1979-01-14 | Carlos Palomino       | San Juan, Porto Rico            | SD 15 15  | 1 défense                              |
| 3e titre                  | WBC       | Super-welters | 1981-05-23 | Maurice Hope          | Nevada, États-Unis              | TKO 12 15 | 2 défenses                             |
| 7. Alexis Arguello        |           |               |            |                       |                                 |           |                                        |
| 1er titre                 | WBA       | Plumes        | 1974-11-23 | Rubén Olivares        | Californie, États-Unis          | KO 13 15  | 4 défenses                             |
| 2d titre                  | WBC       | Super-plumes  | 1978-01-28 | Alfredo Escalera      | San Juan, Porto Rico            | TKO 13 15 | 8 défenses                             |
| 3e titre                  | WBC       | Légers        | 1981-06-20 | Jim Watt              | Wembley, Angleterre             | UD 15 15  | 4 défenses                             |
| 8. Wilfredo Gómez         |           |               |            |                       |                                 |           |                                        |
| 1er titre                 | WBC       | Super-coqs    | 1977-05-21 | Yum Dong-kyun         | Corée du Nord                   | KO 12 15  | 17 défenses                            |
| 2d titre                  | WBC       | Plumes        | 1984-03-31 | Juan La Porte         | Hato Rey, Porto Rico            | UD 12 12  | Défaite lors du combat suivant         |
| 3e titre                  | WBA       | Super-plumes  | 1985-05-19 | Rocky Lockridge       | Hato Rey, Porto Rico            | MD 15 15  | Défaite lors du combat suivant         |
| 9. Jeff Fenech            |           |               |            |                       |                                 |           |                                        |
| 1er titre                 | IBF       | Coqs          | 1985-04-26 | Satoshi Shingaki      | Sydney, Australie               | TKO 4 15  | 3 défenses                             |
| 2d titre                  | WBC       | Super-coqs    | 1987-05-08 | Samart Payakaroon     | Sydney, Australie               | KO 4 12   | 2 défenses                             |
| 3e titre                  | WBC       | Plumes        | 1988-03-07 | Víctor Callejas       | Sydney, Australie               | TKO 10 12 | 3 défenses                             |
| 10. Héctor Camacho        |           |               |            |                       |                                 |           |                                        |
| 1er titre                 | WBC       | Super-plumes  | 1983-08-07 | Rafael Limón          | San Juan, Porto Rico            | TKO 5 12  | 2 défenses                             |
| 2d titre                  | WBC       | Légers        | 1985-08-10 | José Luis Ramírez     | Nevada, États-Unis              | UD 12 12  | 2 défenses                             |
| 3e titre                  | WBO       | Super-légers  | 1989-03-06 | Ray Mancini           | Nevada, États-Unis              | SD 12 12  | 2 défenses                             |
| 11. Julio César Chávez    |           |               |            |                       |                                 |           |                                        |
| 1er titre                 | WBC       | Super-plumes  | 1984-09-13 | Mario Martínez        | Californie, États-Unis          | TKO 8 12  | 9 défenses                             |
| 2d titre                  | WBA       | Légers        | 1987-11-21 | Edwin Rosario         | Nevada, États-Unis              | TKO 11 12 | 2 défenses                             |
| 3e titre                  | WBC       | Super-légers  | 1989-05-13 | Roger Mayweather      | Californie, États-Unis          | TKO 10 12 | 11 défenses                            |
| 12. Iran Barkley          |           |               |            |                       |                                 |           |                                        |
| 1er titre                 | WBC       | Moyens        | 1988-06-06 | Thomas Hearns         | Nevada, États-Unis              | TKO 3 12  | Défaite lors du combat suivant         |
| 2d titre                  | IBF       | Super-moyens  | 1992-01-10 | Darrin Van Horn       | New York, États-Unis            | TKO 2 12  | Défaite lors du combat suivant         |
| 3e titre                  | WBA       | Mi-lourds     | 1992-03-20 | Thomas Hearns         | Nevada, États-Unis              | SD 12 12  | Titre laissé vacant                    |
| 13. Duke McKenzie         |           |               |            |                       |                                 |           |                                        |
| 1er titre                 | IBF       | Mouches       | 1988-10-05 | Rolando Bohol         | Londres, Angleterre             | TKO 11 12 | 1 défense                              |
| 2d titre                  | WBO       | Coqs          | 1991-06-30 | Gaby Canizales        | Londres, Angleterre             | UD 12 12  | 2 défenses                             |
| 3e titre                  | WBO       | Super-coqs    | 1992-10-15 | Jesse Benavides       | Londres, Angleterre             | UD 12 12  | Défaite lors du combat suivant         |
| 14. Mike McCallum         |           |               |            |                       |                                 |           |                                        |
| 1er titre                 | WBA       | Super-welters | 1984-10-19 | Sean Mannion          | New York, États-Unis            | UD 15 15  | 6 défenses                             |
| 2d titre                  | WBA       | Moyens        | 1989-05-10 | Heroll Graham         | Londres, Angleterre             | SD 12 12  | 3 défenses                             |
| 3e titre                  | WBC       | Mi-lourds     | 1994-07-23 | Jeff Harding          | Dakota du Nord, États-Unis      | UD 12 12  | 1 défense                              |
| 15. Wilfredo Vázquez      |           |               |            |                       |                                 |           |                                        |
| 1er titre                 | WBA       | Coqs          | 1987-10-04 | Park Chan-yong        | Séoul, Corée du Sud             | TKO 10 15 | 1 défense                              |
| 2d titre                  | WBA       | Super-coqs    | 1992-03-27 | Raúl Pérez            | Mexico City, Mexique            | TKO 3 12  | 9 défenses                             |
| 3e titre                  | WBA       | Plumes        | 1996-05-18 | Eloy Rojas            | Nevada, États-Unis              | TKO 11 12 | 4 défenses                             |
| 16. Félix Trinidad        |           |               |            |                       |                                 |           |                                        |
| 1er titre                 | IBF       | Welters       | 1993-06-19 | Maurice Blocker       | Californie, États-Unis          | KO 2 12   | 15 défenses                            |
| 2d titre                  | WBA       | Super-welters | 2000-03-03 | David Reid            | Nevada, États-Unis              | UD 12 12  | 2 défenses                             |
| 3e titre                  | WBA       | Moyens        | 2001-05-13 | William Joppy         | New York, États-Unis            | TKO 5 12  | Défaite lors du combat suivant         |
| 17. Johnny Tapia          |           |               |            |                       |                                 |           |                                        |
| 1er titre                 | WBO       | Super-mouches | 1994-10-12 | Henry Martínez        | Nouveau-Mexique, États-Unis     | TKO 11 12 | 13 défenses                            |
| 2d titre                  | WBA       | Coqs          | 1998-12-05 | Nana Konadu           | New Jersey, États-Unis          | MD 12 12  | Défaite lors du combat suivant         |
| 3e titre                  | IBF       | Plumes        | 2002-04-27 | Manuel Medina         | New York, États-Unis            | MD 12 12  | Défaite lors du combat suivant         |
| 18. James Toney           |           |               |            |                       |                                 |           |                                        |
| 1er titre                 | IBF       | Moyens        | 1991-05-10 | Michael Nunn          | Iowa, États-Unis                | TKO 11 12 | 6 défenses                             |
| 2d titre                  | IBF       | Super-moyens  | 1993-02-13 | Iran Barkley          | Nevada, États-Unis              | TKO 10 12 | 3 défenses                             |
| 3e titre                  | IBF       | Lourds-légers | 2003-04-26 | Vassiliy Jirov        | Connecticut, États-Unis         | UD 12 12  | Titre laissé vacant                    |
| 19. Shane Mosley          |           |               |            |                       |                                 |           |                                        |
| 1er titre                 | IBF       | Légers        | 1997-08-02 | Philip Holiday        | Connecticut, États-Unis         | UD 12 12  | 8 défenses                             |
| 2d titre                  | WBC       | Welters       | 2000-06-17 | Oscar de la Hoya      | Californie, États-Unis          | SD 12 12  | 3 défenses                             |
| 3e titre                  | WBA       | Super-welters | 2003-09-13 | Oscar de la Hoya      | Nevada, États-Unis              | UD 12 12  | Défaite lors du combat suivant         |
| 20. Marco Antonio Barrera |           |               |            |                       |                                 |           |                                        |
| 1er titre                 | WBO       | Super-coqs    | 1995-03-31 | Daniel Jiménez        | Californie, États-Unis          | UD 12 12  | 8 défenses                             |
| 2d titre                  | WBC       | Plumes        | 2002-06-22 | Erik Morales          | Nevada, États-Unis              | UD 12 12  | Titre laissé vacant                    |
| 3e titre                  | WBC       | Super plumes  | 2004-11-27 | Erik Morales          | Nevada, États-Unis              | MD 12 12  | 4 défenses                             |
| 21. Juan Manuel Márquez   |           |               |            |                       |                                 |           |                                        |
| 1er titre                 | IBF       | Plumes        | 2003-02-01 | Manuel Medina         | Nevada, États-Unis              | TKO 7 12  | 4 défenses                             |
| 2d titre                  | WBC       | Super-plumes  | 2007-03-17 | Marco Antonio Barrera | Nevada, États-Unis              | UD 12 12  | 2 défenses                             |
| 3e titre                  | WBA & WBO | Légers        | 2009-02-28 | Juan Diaz             | Nevada, États-Unis              | TKO 9 12  | 2 défenses                             |
| 22. Fernando Montiel      |           |               |            |                       |                                 |           |                                        |
| 1er titre                 | WBO       | Mouches       | 2000-12-15 | Isidro Garcia Sonora  | Sonora, Mexique                 | TKO 7 12  | 3 défenses                             |
| 2d titre                  | WBO       | Super-mouches | 2002-06-22 | Pedro Alcazar         | Nevada, États-Unis              | TKO 6 12  | 6 défenses                             |
| 3e titre                  | WBO       | Coqs          | 2010-02-13 | Ciso Morales          | Tijuana, Mexique                | TKO 1 12  | 1 défense                              |
| 23. Abner Mares           |           |               |            |                       |                                 |           |                                        |
| 1er titre                 | IBF       | Coqs          | 2011-08-13 | Joseph Agbeko         | Connecticut, États-Unis         | MD 5 12   | 1 défense                              |
| 2d titre                  | WBC       | Super-coqs    | 2012-04-21 | Eric Morel            | El Paso, États-Unis             | UD 12 12  | 1 défense                              |
| 3e titre                  | WBC       | Plumes        | 2013-05-04 | Daniel Ponce De León  | Las Vegas, États-Unis           | TKO 9 12  | Défaite lors du combat suivant         |
| 24. Jorge Linares         |           |               |            |                       |                                 |           |                                        |
| 1er titre                 | WBC       | Plumes        | 2007-07-21 | Oscar Larios          | Las Vegas, États-Unis           | TKO 10 12 | 1 défense                              |
| 2d titre                  | WBA       | Super-plumes  | 2008-11-28 | Whyber Garcia         | Panama City, Panama             | TKO 5 12  | 1 défense                              |
| 3e titre                  | WBC       | Légers        | 2014-12-30 | Javier Prieto         | Tokyo, Japon                    | KO 4 12   | 2 défenses                             |
| 25. Akira Yaegashi        |           |               |            |                       |                                 |           |                                        |
| 1er titre                 | WBA       | Pailles       | 2011-10-24 | Pornsawan Porpramook  | Tokyo, Japon                    | TKO 10 12 | Défaite lors du combat suivant         |
| 2d titre                  | WBC       | Mouches       | 2013-04-08 | Toshiyuki Igarashi    | Tokyo, Japon                    | UD 12 12  | 3 défenses                             |
| 3e titre                  | IBF       | Mi-mouches    | 2015-12-29 | Javier Mendoza        | Tokyo, Japon                    | UD 12 12  | 2 défenses puis défaite                |
| 26. Ricky Burns           |           |               |            |                       |                                 |           |                                        |
| 1er titre                 | WBO       | Super-plumes  | 2010-09-04 | Román Martínez        | Glasgow, Écosse                 | UD 12 12  | 3 défenses puis titre laissé vacant    |
| 2d titre                  | WBO       | Légers        | 2012-03-10 | Paulus Moses          | Glasgow, Écosse                 | UD 12 12  | 3 défenses                             |
| 3e titre                  | WBA       | Super-légers  | 2016-05-28 | Michele Di Rocco      | Glasgow, Écosse                 | TKO 8 12  | 1 défense                              |
| 27. Hozumi Hasegawa       |           |               |            |                       |                                 |           |                                        |
| 1er titre                 | WBC       | Coqs          | 2005-04-16 | Veeraphol Sahaprom    | Tokyo, Japon                    | UD 12 12  | 10 défenses                            |
| 2d titre                  | WBC       | Plumes        | 2010-11-26 | Juan Carlos Burgos    | Nagoya, Japon                   | UD 12 12  | Défaite lors du combat suivant         |
| 3e titre                  | WBC       | Super-coqs    | 2016-09-16 | Hugo Ruiz             | Osaka, Japon                    | RTD 9 12  | Titre laissé vacant                    |
| 28. Vasyl Lomachenko      |           |               |            |                       |                                 |           |                                        |
| 1er titre                 | WBO       | Plumes        | 2014-06-21 | Gary Russell Jr       | Carson, Californie              | UD 12 12  | 3 défenses puis titre laissé vacant    |
| 2d titre                  | WBO       | Super-plumes  | 2016-06-11 | Román Martínez        | New-York, États-Unis            | KO 5 12   | 4 défenses puis titre laissé vacant    |
| 3e titre                  | WBA       | Légers        | 2018-05-12 | Jorge Linares         | New-York, États-Unis            | TKO 10 12 | 3 défenses                             |
| 29. Terence Crawford      |           |               |            |                       |                                 |           |                                        |
| 1er titre                 | WBO       | Légers        | 2014-03-01 | Ricky Burns           | Glasgow, Écosse                 | UD 12 12  | 2 défenses puis titre laissé vacant    |
| 2d titre                  | WBO       | Super-légers  | 2015-04-18 | Thomas Dulorme        | Arlington, États-Unis           | TKO 6 12  | 6 défenses puis titre laissé vacant    |
| 3e titre                  | WBO       | Welters       | 2018-06-09 | Jeff Horn             | Las Vegas, États-Unis           | TKO 9 12  | 7 défenses puis titre laissé vacant    |
| 30. Kōsei Tanaka          |           |               |            |                       |                                 |           |                                        |
| 1er titre                 | WBO       | Pailles       | 2015-05-30 | Julian Yedras         | Komaki, Japon                   | UD 12 12  | 1 défense puis titre laissé vacant     |
| 2d titre                  | WBO       | Mi-mouches    | 2016-12-31 | Moises Fuentes        | Gifu, Japon                     | TKO 5 12  | 2 défenses puis titre laissé vacant    |
| 3e titre                  | WBO       | Mouches       | 2018-09-24 | Sho Kimura            | Nagoya , Japon                  | MD 12 12  | 3 défenses puis laisse le titre vavant |
| 31. John Riel Casimero    |           |               |            |                       |                                 |           |                                        |
| 1er titre                 | IBF       | Mi-mouches    | 2012-08-04 | Pedro Guevara         | Mazatlan, Mexique               | UD 12 12  | 2 défenses puis titre laissé vacant    |
| 2d titre                  | IBF       | Mouches       | 2016-05-25 | Amnat Ruenroeng       | Pékin, Chine                    | KO 4 12   | 1 défense puis titre laissé vacant     |
| 3e titre                  | WBO       | Super-mouches | 2019-11-30 | Zolani Tete           | Birmingham, Angleterre          | TKO 3 12  | 2 défenses                             |
| 32. Emanuel Navarrete     |           |               |            |                       |                                 |           |                                        |
| 1er titre                 | WBO       | Super-coqs    | 2018-12-08 | Isaac Dogboe          | New York, États-Unis            | UD 12 12  | 5 défenses                             |
| 2d titre                  | WBO       | Plumes        | 2020-10-09 | Ruben Villa           | Las Vegas, États-Unis           | UD 12 12  | 3 défenses                             |
| 3e titre                  | WBO       | Super-Plumes  | 2022-02-04 | Liam Wilson           | Las Vegas, États-Unis           | TKO 9 12  |                                        |
| 33. Shakur Stevenson      |           |               |            |                       |                                 |           |                                        |
| 1er titre                 | WBO       | Plumes        | 2019-10-26 | Joet Gonzalez         | Reno, États-Unis                | UD 12 12  | Titre laissé vacant                    |
| 2d titre                  | WBO       | Super-Plumes  | 2021-10-23 | Jamel Herring         | Atlanta, États-Unis             | TKO 10 12 | 2 défenses puis titre laissé vacant    |
| 3e titre                  | WBC       | Légers        | 2023-11-16 | Edwin De Los Santos   | Las Vegas, États-Unis           | UD 12 12  |                                        |
| 34. Junto Nakatani        |           |               |            |                       |                                 |           |                                        |
| 1er titre                 | WBO       | Mouches       | 2020-11-06 | Giemel Magramo        | Korakuen, Japon                 | KO 8 12   | 2 défenses puis titre laissé vacant    |
| 2d titre                  | WBO       | Super-mouches | 2023-05-20 | Andrew Moloney        | Las Vegas, États-Unis           | TKO 12 12 | 1 défense puis titre laissé vacant     |
| 3e titre                  | WBC       | Coqs          | 2024-02-24 | Alexandro Santiago    | Kokugikan, Japon                | TKO 6 12  |                                        |

## Signification des abréviations
1. 1 2 3 4    KO: victoire par KO, TKO: victoire par KO technique, RTD: victoire par abandon, UD: victoire aux points par décision unanime, SD: victoire aux points par décision partagée, MD: victoire aux points par décision majoritaire, TD: victoire aux points par décision technique rendue en cours de combat (ex : arrêt sur blessure).